# بیل ادواردز (بسکتبال)
بیل ادواردز (انگلیسی: Bill Edwards؛ زاده ۲۸ اوت ۱۹۷۱) یک بازیکن بسکتبال اهل ایالات متحده آمریکا است.